# Ruth Stöbling
Ruth Stöbling (* 17. August 1938 in Ueckermünde als Ruth Völzke; † 16. September 2024) war eine deutsche Literatur-Übersetzerin, Dolmetscherin sowie Schriftgut-Übersetzungsdienstleisterin für die Sprachen Dänisch und Norwegisch.

## Leben
Ruth Stöbling wurde am 17. August 1938 in Ueckermünde geboren. Nach dem Abitur studierte sie von 1957 bis 1962 Nordistik an der Universität Greifswald. Sie spezialisierte sich auf dänische und norwegische Sprache und Literatur. Besonders interessiert war sie an dänischer Literatur nicht zuletzt deshalb, weil Martin Andersen Nexø gewissermaßen ein ostdeutscher Nationalschriftsteller war. Sein Ditte Menneskebarn (dt.: Ditte Menschenkind) war seit dem Zweiten Weltkrieg in fast einer Million Exemplaren erschienen, aber auch später Entstandenes wie Dea Trier Mørchs 86.000fach verkauftes Vinterbørn (dt.: Winterkinder, 1986, übersetzt von Udo Birckholz) wurde in der DDR mehr gelesen als im Herkunftsland. Ruth Stöbling: „Die dänische Literatur beschreibt und stützt sich in vielerlei Hinsicht auf Phänomene und Konzepte, die wir in der DDR selbst kannten. Das dänische System war ein bisschen Sozialismus, aber mit dem entscheidenden Unterschied, dass das System kritisiert werden konnte. Und so steht Dänemark als Modell für die östliche Sicht des Lebens und seiner Möglichkeiten.“ Auch Jahre später noch sah sie einen Vorteil für die „Ossis“ darin, dänische Literatur und dänische Kultur lebendig zu machen. Während ihres Studiums verbrachte sie 1961 zwei Wochen in Dänemark, eine Gelegenheit, die sich ihr als DDR-Bürgerin nicht wieder bieten sollte.
Nach dem Studienabschluss arbeitete sie als Dolmetscherin und Redakteurin. 1974 übersetzte sie den auf des Seefahrers Jens Munk Schilderungen beruhenden Roman Jens Munk von Thorkild Hansen für den Hinstorff Verlag aus dem Dänischen ins Deutsche. Von 1976 bis 2004 lebte sie als freischaffende Übersetzerin in Sanitz bei Rostock. Seitdem lebt sie wieder in Ueckermünde.
1978 erfolgte die Aufnahme in den Schriftstellerverband der DDR. Als Übersetzerin war die Verdienstmöglichkeit eher bescheiden, aber die Liebe zur Sache und das Ausbleiben von politischen Zugeständnissen waren es ihr wert. Das Lesepublikum in der DDR war darüber hinaus begierig auf ausländische Literatur, weswegen ihre Übersetzungen reißenden Absatz fanden und sie letztlich doch gut davon leben konnte. 1980 kam eine ihrer wichtigsten Übersetzungsarbeiten heraus: Bjørnstjerne Bjørnsons Ausgewählte Erzählungen in zwei Bänden, wieder bei Hinstorff. Die Übersetzung aus dem Norwegischen war von ihr und Alfred Otto Schwede vorgenommen worden. Stöbling hatte ein Nachwort beigesteuert, das „vertiefte Einblicke in das novellistische Gesamtschaffen des Dichters [und] dessen Entwicklungsweg“ vermittelt. Aufgrund der Reisebeschränkung für DDR-Bürger, so gestand Stöbling später, habe sie nie die Gezeiten erlebt und deshalb 1981 bei der Übersetzung von Peter Seebergs Roman Ved Havet (dt.: Am Meer) Bibliotheksbücher bemüht, um das Phänomen zu verstehen.
Mehrere Jahrzehnte lang übersetzte sie dänische Literatur für die Leser in ihrem Land und trug dazu bei, Thorkild Hansen, Hans Scherfig, Klaus Rifbjerg, Peter Seeberg, Tage Skou-Hansen und Johannes Vilhelm Jensen dort bekannt zu machen. Sie wurde auch vom Hinstorff Verlag für Gutachten im DDR-üblichen Druckgenehmigungsverfahren bezüglich zweier Werke von Sigurd Hoel und für Herr des Meeres und Sklave der See von Karsten Alnæs herangezogen.
Der Bezirk Rostock verlieh ihr am 10. Februar 1989 seinen jährlichen Kulturpreis.
Nach dem Mauerfall war sie als Dolmetscherin unter anderem für dänische Unternehmen auf dem Gebiet der ehemaligen DDR gefragt. Auf diese Weise kamen Kontakte zustande, die es ihr 1997 ermöglichten, in einer der speziellen dänischen Volkshochschulen mit angebundenem Wohnheim einem Literaturkurs beizuwohnen, um diese in Dänemark entwickelte Form der Erwachsenenbildung, von der sie bisher nur gelesen hatte, kennenzulernen. Umgekehrt bot sie in Rostock in Kooperation mit dem Sozialistischen Volksaufklärungsverband (Socialistisk Folkeoplysningsforbund, SFOF) Sprachkurse für in Deutschland eingesetzte dänische Führungskräfte sowie für deutsche Urlauber und Arbeitnehmer in Dänemark an.
Stöbling meint, den Ostdeutschen sei von Seiten der Bundesrepublik eine „Kapitalismusattitüde“ und ein „Kulturimperialismus“ entgegengebracht und aufgedrängt worden, sie aber wünsche sich ein Sozialmodell nach nordischem Vorbild. DDR-Verlage seien von westlichen Großverlagen übernommen und das Seitenhonorar für Übersetzungen sei infolgedessen herabgesetzt worden, was sie entwürdigend finde. Da das Übersetzen die Lebensgrundlage der Übersetzer bilde, könne sich niemand eine Ablehnung erlauben.
Hatte sie zu DDR-Zeiten in Ferienheimen der FDGB aus von ihr übersetzten Werken skandinavischer Autoren gelesen und von ihrem Berufsalltag erzählt, so fanden diese Veranstaltungen im wiedervereinigten Deutschland hauptsächlich in Buchhandlungen statt.
Bis etwa 2006 nahm Stöbling in ihrem Übersetzungsbüro Aufträge für Privat- und Geschäftsübersetzungen (oft technischen und juristischen Inhalts) an.
Ruth Stöbling verstarb am 16. September 2024. 

## Übersetzungen
- 1974: Thorkild Hansen: Jens Munk. Hinstorff Verlag, Rostock. (Die im selben Jahr erschienene Ausgabe bei Horst Erdmann, Tübingen/Basel, ist Jens Munk. Über den Nordpol nach China? Auf der Suche nach der Nordwestpassage. Ein Seefahrerschicksal des 17. Jahrhunderts betitelt. Die 1991 bei Hinstorff erschienene 2. Auflage ist Jens Munk. Schicksal und Legende betitelt.)
- 1975: Zusammen mit Alfred Otto Schwede: Hans Scherfig: Der verlorene Affe und andere Erzählungen. Verlag Volk und Welt, Berlin.
- 1976: Klaus Rifbjerg: Dilettanten. Roman. Verlag Volk und Welt, Berlin.
- 1977: Arild Kolstad: Der Fall Gruer. Roman. Hinstorff Verlag, Rostock.
- 1978: Hans Scherfig: Der versäumte Frühling. Roman. Verlag Volk und Welt, Berlin.
- 1979: Knut Hamsun: Pan. (Mit 10 Radierungen von Hermann Naumann.) Verlag Philipp Reclam jun., Leipzig.
- 1979: Poul Petersen: Kein Platz für John B. Hinstorff Verlag, Rostock.
- 1980: Hans Scherfig: Der verschwundene Kanzleirat. Roman. Verlag Volk und Welt, Berlin.
- 1980: Zusammen mit Alfred Otto Schwede: Bjørnstjerne Bjørnson: Ausgewählte Erzählungen (2 Bände). Hinstorff Verlag, Rostock.
- 1981: Zusammen mit Alfred Otto Schwede: Bjørnstjerne Bjørnson: Erzählungen. Verlag Philipp Reclam jun., Leipzig (= Universal-Bibliothek; Bd. 897).
- 1981: Peter Seeberg: Am Meer. Roman. Verlag Volk und Welt, Berlin.
- 1983: Aina Broby: Aina, das Mädchen aus Sibirien. Hinstorff Verlag, Rostock.
- 1983: Peter Seeberg: Die Frau im Fluß. Erzählungen. Verlag Volk und Welt, Berlin.
- 1984: Tage Skou-Hansen: Über den Strich. Roman. Verlag Volk und Welt, Berlin.
- 1985: Peter Seeberg: Bekanntmachen mit Henry Gabrielsen. In: Erkundungen. Teil 2: 31 dänische Erzähler. Rudolf Kähler (Hrsg.). Verlag Volk und Welt, Berlin. ISBN 3-353-00101-8.
- 1986: Zusammen mit Erika Kosmalla: Johannes V. Jensen: Himmerlandsgeschichten. Hinstorff Verlag, Rostock. ISBN 3-356-00010-1.
- 1988: Knut Faltbakken: Adams Tagebuch. Roman. Hinstorff Verlag, Rostock. ISBN 3-356-00164-7.
- 1988: Mathis Mathisen: Ein Baum mit den Wurzeln nach oben. Aus der Kindheit eines lappländischen Malers. (Mit Zeichnungen von Iver Jåks.) Kinderbuch Verlag, Berlin. ISBN 3-358-00480-5.
- 1988: Flemming Andersen: Das geheimnisvolle Schiff. (Mit Illustrationen von Christiane Knorr.) Kinderbuch Verlag, Berlin (Buchfink-Bücher). ISBN 3-358-00488-0.
- 1991: Knud Holst: Das Eisgesicht. In: die horen – Zeitschrift für Literatur, Kunst und Kritik, Band 162: Das Land der Möglichkeiten. Literatur und Kunst aus Dänemark. Wirtschaftsverlag NW, Bremerhaven.
- 1991: Sigrid Undset: Mädchen. In: Frauen in Skandinavien. Erzählungen. Gabriele Haefs, Christel Hildebrandt (Hrsg.). Deutscher Taschenbuch-Verlag. ISBN 3-423-11384-7.
- 1993: Mathis Mathisen: Ismael. Ein Leben in den Straßen Kairos. Sauerländer Verlag, Aarau/Frankfurt am Main/Salzburg. ISBN 978-3-7941-3653-7.
- 1993: Eva Marie Solheim: Älter werden wir später. Frauen um 50. Kabel Verlag, Hamburg. ISBN 978-3-8225-0227-3.
- 2002: Zusammen mit Hanno Frick: Håvard Malnæs: Mette-Marit. Die neue Königin der Herzen. Ullstein Verlag, München. ISBN 978-3-548-42069-1.

## Fachaufsätze
- 1992: Oversætter og Kulturarbeiter i DDR – og efter „Die Wende“ i Tyskland (dt.: Übersetzer und Kulturschaffende in der DDR und nach der „Wende“ in Deutschland). In: Højskolebladed, Jg. 117, Nr. 2, S. 23–26.

## Auszeichnungen
- 1989: Kulturpreis des Bezirks Rostock